# 미키 마우스
미키 마우스(영어: Mickey Mouse)는 수컷 쥐를 의인화한 캐릭터이다. 디즈니 애니메이션이나, 각종 미디어 믹스에 등장하는 월트 디즈니 컴퍼니의 심볼 캐릭터이다. 2018년 11월 28일 현재는 90년만에 처음으로 한국에 첫내한을 했다. 한국에도 디즈니 캐릭터 중에서 많은 팬이 존재한다. 11월 30일 한국의 음악방송인 뮤직뱅크에 한국의 걸그룹인 우주소녀와 무대에 섰다.

## 호칭
미키 마우스(Mickey Mouse)의 호칭은 미국에서는 믹(Mick)이라는 애칭으로도 불린다. 그 밖의 다른 나라에서는 다음과 같이 불린다.
- 중국에서는 米老鼠(mǐlǎoshŭ,미라오슈),혹은 米奇(mǐqí, 미치 혹은 마이케이)라고 불린다.
- 이탈리아에서는 Topolino(토폴리노)라고 불린다.
- 스페인에서는 Ratón Miguelito(라톤 미겔리토)라고 불린다.
- 핀란드에서는 Mikki Hiiri(미키 히리)라고 불린다.
- 인도네시아에서는 Miki Tikus(미키 티쿠스)라고 불린다.
- 한국에서는 미키 또는 미키 마우스라고 불린다.

## 성격
- 대체로 긍정적인 사고를 가지고 있어 무슨 일을 당해도 다시 일어서고,남을 배려하는 세심한 면도 보인다.
- 정의감이 강하여 누군가 잘못된 행동을 하면 말리고,싫어하는 사람과 좋아하는 사람에 대한 태도가 확연히 다르게 나타난다.
- 장난치기 좋아하는 면이 있어 은근슬쩍 도널드에게 장난치기도 한다.
- 한편으로는 덤벙대서 무언가 잘 잊어버리는 경향이 많아,미니 마우스에게 꾸지람을 듣는 경우가 많다.

## 성우
- 월트 디즈니 (1928년-1947년）
- 지미 맥도널드 (1947년-1977년）
- 웨인 올와인（1977년-2009년）
- 브렛 이완 (2009년–2013년)
- 크리스 다이아 먼 토폴 로스 (2013년–현재)

- 대한민국에서는 한 때 1대 장광이 2대 황일청 3대 김종성 맡고 있었다. 80년판은 주로 최수민을 맡았다. 재더빙판은 박영남이 더빙한 적도 있었으나 2대 강수진이 성우를 맡고 있다. 현재 3대 남도형이 성우를 맡고 있다.
- 일본에서는 세이도쿠 대학교수인 아오야기 타카시가 현재 미키 마우스 전속 성우를 겸하고 있다.

## 출연

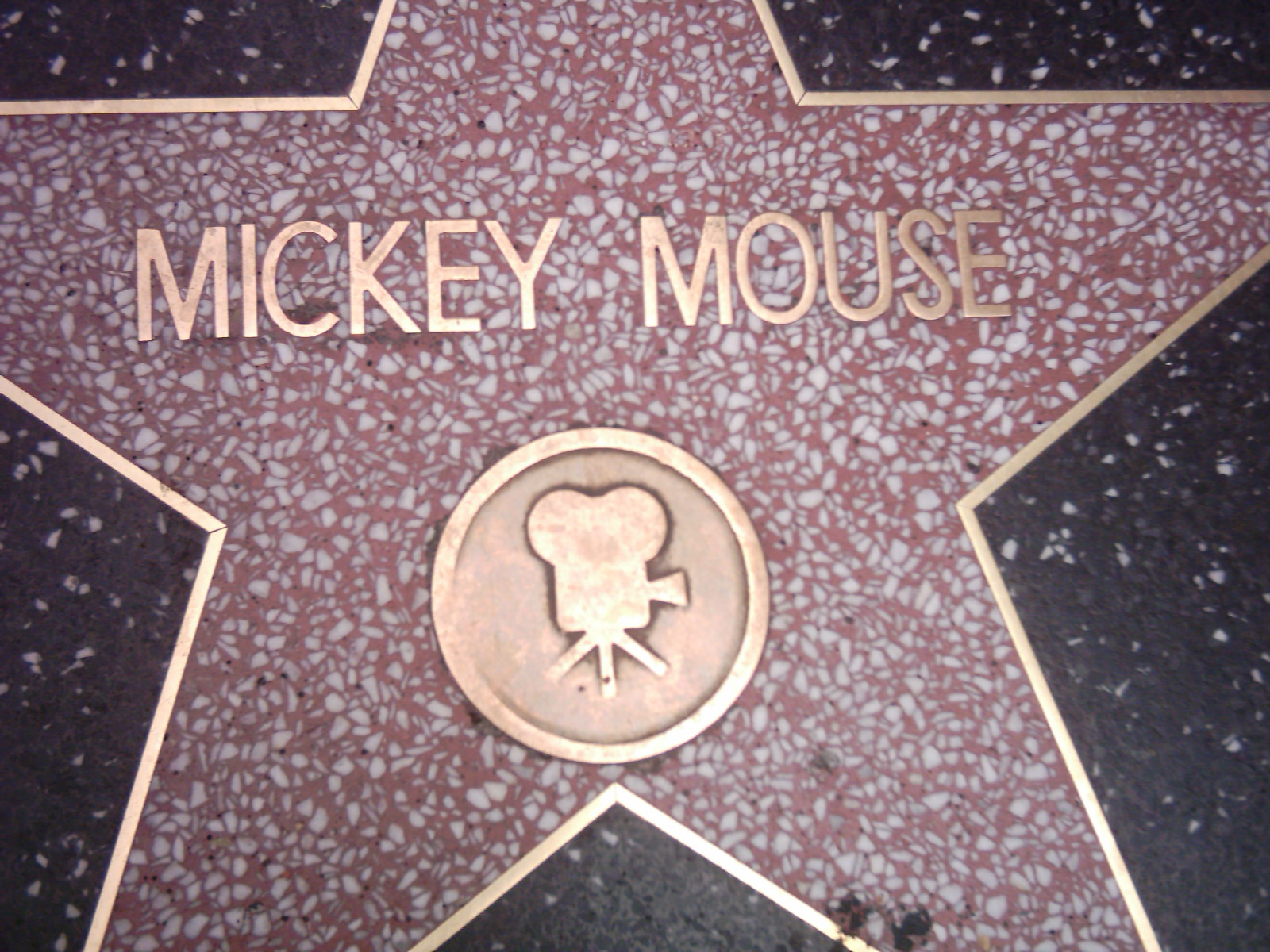
할리우드 명예의 거리에 미키마우스의 이름이 새겨져 있다.

- 누가 로저 래빗을 모함했나
- 디즈니 삼총사
- 미키 마우스 워크
- 미키의 크리스마스 선물
- 미키의 클럽하우스
- 미친 비행기
- 증기선 윌리
- 킹덤하츠
- 킹덤하츠 2
- 하우스 오브 마우스

## 에피소드

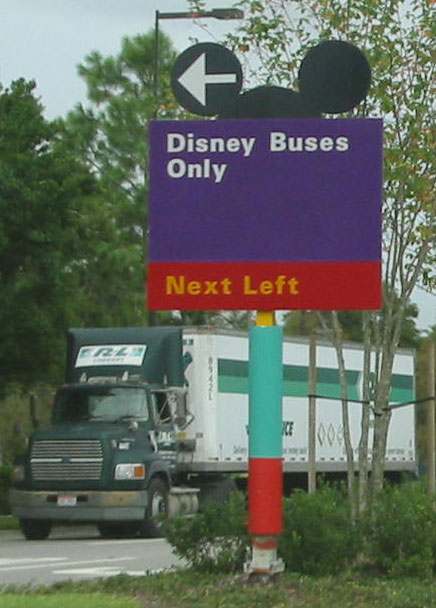
월트 디즈니 월드 리조트에 있는 전형적인 표지판. 미키의 귀 모양을 하고 있다.

- 미키는 월트 디즈니가 제작했던 애니메이션 ‘행운의 토끼 오스왈드(Oswald the Lucky Rabbit)’의 판권을 잃었기 때문에 오스왈드를 대신하여 만들어진 캐릭터이다. ‘월트 디즈니가 집에서 먹이를 찾아다니는 생쥐를 보고 미키를 고안했다’라는 이야기는 사실이 아니다.  디즈니는 굳이 말하자면 프로듀서였고 애니메이터가 아니었다. 오스왈드를 기초로 하여 어브 아이웍스(Ub Iwerks)가 디자인했다.
- 데뷔작인 미친 비행기 이후 애니메이션이 시리즈화되어 미키는 인기를 얻게 되었다. 데뷔 당시의 미키는 지금에 비해 성격이 급하고 폭력적이었으나 영화를 본 아이들의 부모로부터 항의를 받은 뒤 지금의 성격으로 바뀌게 되었다. 이 캐릭터성격은 현재의 도널드 덕에게 옮겨갔다고도 할 수 있다.
- 월트 디즈니는 원래 그를 모티머 마우스(Mortimer Mouse)라고 이름붙이려 했으나, 그의 부인 릴리언에 의해 '미키 마우스'라는 이름을 얻게 된다. 후에 모티머 마우스는 미키의 여자친구인 미니 마우스의 부자 삼촌, 미니를 사이에 둔 사랑의 라이벌의 이름으로 사용된다.

## 패러디
- 심슨네 가족들 극장판에서는 바트가 "나는 사악한 기업의 마스코트다."라며 검은 브래지어를 머리에 쓰고 나와 비꼬았고,유아원에서 임의로 크러스티 크라운의 모습을 벽에 그렸다가 크러시트 크라운의 클라임에 걸려 모두 지워졌다.
- 사우스 파크에서는 돈독오른 기업 CEO로 나와 아이돌 그룹으로 어떻게든 돈을 벌려고 하는 모습으로 등장한다.
- 바이바이 베스파에서는 놀이공원 매표소 직원으로 출연한다.
- 그래비티 폴즈에서 나오는 빌 사이퍼가 증기선 윌리 장면을 따라하는 움짤이 있다 정식은 아니다.

## 기타
- 나치 독일의 총통 아돌프 히틀러가 미키를 무척 좋아했다는 루머가 있었는데, 화가 지망생 시절 미키를 스케치한 것이 발견되기도 했다고 한다. 그러나 히틀러의 집권이후 미키를 비롯한 미국 애니메이션들은 정치적인 이유로 극도로 배척되었고, 히틀러가 주도한 그런감도 있기 때문에 히틀러가 매니아였다는 건 사실이 아니다. 한편, 이후로 전쟁기 동안 독일 애니메이션은 주로 정치적인 선전용이나 독일 영웅들에 대한 신화적 묘사에 중점을 두게된다.

## 저작권 논란
- 2012년 7월 10일 미국 패트릭 벤트렐 국무부 대변인은 북한 방송에서 지도자 김정은을 위한 콘서트에서 연주자들이 디즈니 영화의 캐릭터로 분장하여 출연했으나 월트디즈니사는 북한이 저작권 사용 허가를 받은바 없다고 밝혔다.

하지만 미국은 북한과 외교 관계를 갖지 않고 있어 다른 국가들의 경우처럼 저작권과 관련된 문제를 제기 않았다.
- 미키마우스 법 - 미키마우스의 저작권 연한을 연장한 법이다. 정식 명칭은 'Copyright Term Extension Act'이다. 기존의 저작권 법인 베른협약에 따르면 저작자 사후 50년으로 저작권을 규정하고 있다. 그래서 미키마우스의 저작권 연한은 2004년에 종료될 예정이었다. 그러나 월트 디즈니 사의 로비에 따라 미국 의회는 '미키마우스 법'을 제정해서 미키마우스의 저작권 연한을 저작자 사후 70년으로 연장했다.

<출처 : 정보사회의 이해, 2011년, 이항우 외 3명>

## 참조
1. ↑  | 美, 북한의 디즈니 캐릭터 무단 사용 비난…"저작권 문제는 제기 안해"